# 特蕾瑟·伦丁
特蕾瑟·伦丁（瑞典語：Therese Lundin，1979年3月3日—），生于卡尔斯克鲁纳，瑞典女子足球运动员，场上位置是前锋。她曾代表瑞典国家队参加1999年和2007年国际足联女子世界杯。